# Westend Ladies Tennis Cup 2013
Il Westend Ladies Tennis Cup 2013 è stato un torneo di tennis facente parte della categoria ITF Women's Circuit nell'ambito dell'ITF Women's Circuit 2013. Il torneo si è giocato a Westende in Belgio dal 12 al 18 agosto 2013 su campi in cemento e aveva un montepremi di 25 000 $.

## Vincitrici

### Singolare
Kateřina Siniaková ha battuto in finale  Kateřina Vaňková con il punteggio di 6–1, 6–3

### Doppio
Tatiana Búa /  Daniela Seguel hanno battuto in finale  Antonia Lottner /  Diāna Marcinkēviča con il punteggio di 6–3, 5–7, [11–9]